# Castillo de Malpica
El castillo de Malpica es un castillo situado en el municipio español de Malpica de Tajo, en la provincia de Toledo.

## Situación
El castillo de Malpica se encuentra en el municipio de Malpica de Tajo, al norte de la provincia de Toledo (Castilla-La Mancha), en la margen izquierda del río Tajo. El río le sirve al castillo de foso por uno de sus lados.

## Historia
El castillo de Malpica fue construido sobre una antigua fortaleza árabe del siglo X. Existen datos de su existencia desde el año 1307, cuando eran sus propietarios la familia Gómez de Toledo y fue acondicionado como residencia por sus descendientes.
En 1420 fue lugar de paso de don Juan II de Castilla en su huida, y se refugió en el castillo ya que consideró seguro el castillo de Malpica.
En el siglo XVII su interior fue reformado para darle aspecto y acondicionarlo como vivienda palaciega. Entre las obras que se llevaron a cabo destacan las ventanas de los muros y el patio interior, con sus columnas, arcos rebajados y galerías de ladrillo. En 2013 fue escenario de la serie Isabel de RTVE simulando un castillo en Valladolid, a orillas del Pisuerga, donde se casaron los reyes Isabel y Fernando. Pertenece al duque de Arión, marqués de Malpica[cita requerida].

## Descripción y características

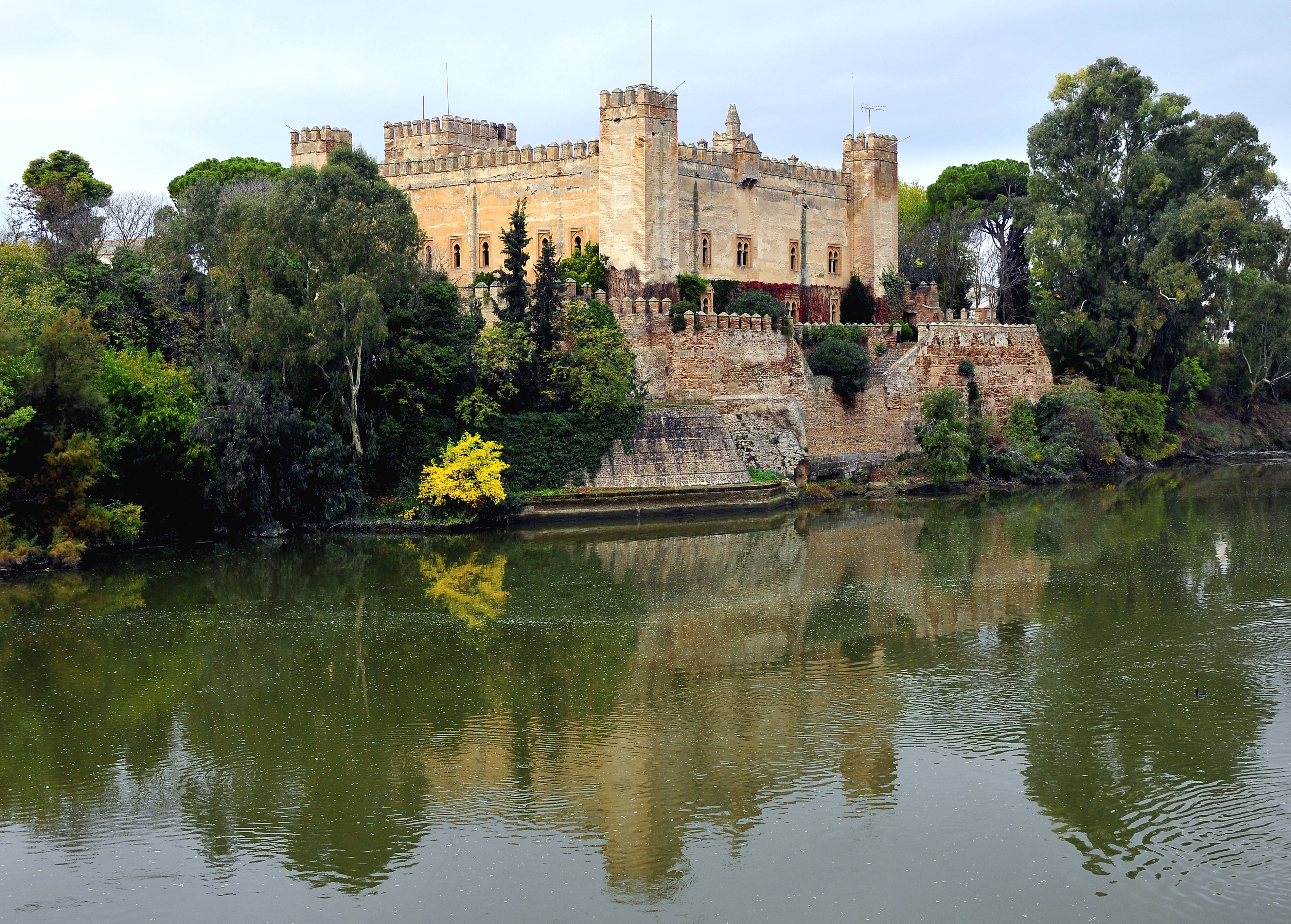
Vista del castillo con el río Tajo en primer plano

El castillo de Malpica está construido en ladrillo relleno de tierra apisonada, formando un núcleo muy fuerte. Su planta es cuadrada, al igual que las torres macizas que hay en las esquinas. La torre del homenaje está situada al suroeste y es la única que sirve de vivienda. Posee un foso en tres de sus lados, ya que el cuarto está protegido por el río Tajo, con contramuros. Las torres y murallas están rematadas por una hilera de merlones cuadrangulares, y hay dos matacanes en el lado que da al río y en la torre principal.

## Estado de conservación
El castillo se encuentra en estado muy bueno de conservación. Los duques de Arión lo han habitado, cuidado y usado como vivienda. Su interior fue muy reformado en el siglo XVII, cuando fue adaptado para servir como vivienda palaciega. Desde entonces su estado de conservación es bueno y está amueblado.